# Buenavista Uno, El Porvenir
Buenavista Uno är en ort i Mexiko.   Den ligger i kommunen El Porvenir och delstaten Chiapas, i den sydöstra delen av landet, 900 km sydost om huvudstaden Mexico City. Buenavista Uno ligger 2 408 meter över havet och antalet invånare är 120.
Terrängen runt Buenavista Uno är bergig västerut, men österut är den kuperad. Runt Buenavista Uno är det ganska tätbefolkat, med 78 invånare per kvadratkilometer. Närmaste större samhälle är Motozintla de Mendoza, 8,7 km sydost om Buenavista Uno. Omgivningarna runt Buenavista Uno är en mosaik av jordbruksmark och naturlig växtlighet.